# Баччан, Амитабх
Амитабх Баччан (англ. Amitabh Bachchan, хинди अमिताभ बच्चन, род. 11 октября 1942) — индийский актёр, кинопродюсер, телеведущий и политик. Обладатель трёх Национальных кинопремий и 11 Filmfare Awards. Награждён высшими гражданскими наградами Индии: Падма Шри в 1984 году, Падма бхушан в 2001 году и Падма вибхушан в 2015 году.

## Биография
Амитабх Баччан родился 11 октября 1942 года в городе Аллахабад (ныне штат Уттар-Прадеш), в семье известного индийского поэта Хариванша Рая Баччана (псевдоним, настоящая фамилия — Шривастав) и его жены Теджи Баччан. Есть младший брат Аджитабх.
С июня 1973 года Амитабх Баччан женат на актрисе Джайе Бхадури. У них двое детей: дочь Швета и сын Абхишек, также актёр.

## Карьера в кино
Амитабх Баччан дебютировал в кино в 1969 году в фильме «Семь индийцев», однако фильм не имел коммерческого успеха. Незамеченным остался и его следующий фильм Parwana, где он сыграл влюблённого, который становится убийцей. Для него это была первая отрицательная роль в кино. Однако за следующий фильм, «Ананд», где он сыграл врача, который пытается вылечить главного героя, сыгранного Раджешем Кханна, ему была присуждена Filmfare Award за лучшую мужскую роль второго плана.
В 1972 году вышел фильм в жанре боевика и дорожной комедии Bombay to Goa, который стал первым успешным в кассе фильмом с его участием.
Однако настоящий успех пришёл к Баччану лишь после исполнения в 1973 году главной роли в боевике «Затянувшаяся расплата», в котором он впервые выступил в амплуа «сердитого молодого человека» (англ. angry young man), самостоятельно противостоящего злу.
Среди его фильмов, вышедших в 1975 году, два стали классикой Болливуда. Первый из них — «Стена», где он сыграл преступника, которому противостоит его брат-полицейский. Второй — «Месть и закон», где он снялся вместе с Дхармендрой, Хемой Малини и его женой Джайей, получил в прокате статус «блокбастер» и стал фильмом Болливуда всех времён.
В 1976 году вышел фильм «Любовь — это жизнь», в котором Баччан сыграл молодого поэта Амита Мальхотру, влюблённого в девушку Пуджу, несмотря на то, что она замужем.
В 1982 году на съёмках фильма «Носильщик» во время исполнения одного из трюков Баччан получил тяжёлую травму. Сильный удар об угол стола при съёмке сцены драки закончился для него разрывом селезёнки. В результате он несколько недель пролежал в коме. Это происшествие заставило создателей изменить сценарий фильма, в соответствии с которым герой Баччана должен был погибнуть. В изменённой версии герой остался в живых.
В тот же год с его участием вышел фильм «Шакти» режиссёра Рамеша Сиппи. Это была его единственная совместная работа с актёром Дилипом Кумаром. Фильм был номинирован на Filmfare Awards в нескольких категориях и выиграл награды за лучший фильм, лучшую мужскую роль, лучший сценарий и лучший звук.

### Возвращение на экраны после политики
В 1988 году вышел фильм «Шахеншах», который стал для него возвращением на экраны и имел коммерческий успех, однако несколько его следующих фильмов проваливалось в прокате. В 1990 году в фильме «Огненный путь» он сыграл Виджая Чаухана, который мстит за смерть отца, заработав благодаря своему исполнению Национальную кинопремию за лучшую мужскую роль. В этом фильме Митхун Чакраборти сыграл роль простого Кришнана Аера.
После выхода фильма Khuda Gawah, он решил снова взять перерыв, но на этот раз ради продюсерской карьеры.
В 1997 году Баччан вновь вернулся на экраны в качестве героя боевика в фильме Mrityudata, который стал первым фильмом выпущенным под его собственным баннером ABCL, но к несчастью с треском провалился в прокате и получил негативные отзывы критиков.
Успешным для него стал 2005 год: фильм «Последняя надежда», где он сыграл старика, помогавшего слепой девочке учиться, принёс ему множество наград. Ещё несколько фильмов: «Наперегонки со временем», «Банти и Бабли», «Загадка», «По стопам отца», «Найти справедливость» и «Как сердце подскажет», имели коммерческий успех, а фильм «Телохранитель», где главный герой защищает сироту от бандитов, получил статус «среднее».
В 2009 году вышел фильм «Папочка», в котором он сыграл мальчика, имеющего редкое заболевание, в то время как в роли отца его героя выступил его сын Абхишек. Ради съёмок Амитабху делали специальный грим. Его актёрская игра получила множество похвал от критиков и несколько наград, в том числе Национальную кинопремию.
В том же году актёр сыграл роль джинна в киносказке «Аладдин». 
В 2013 году Баччан дебютировал на международном экране в фильме «Великий Гэтсби», где сыграл персонажа Мейера Вольфшейма.
В 2018 году на экраны вышел фильм «102 года — не предел» (102 Not Out) в котором актёр снова разделил экранное пространство с Риши Капуром. Амитабх сыграл 102-летнего старика, который хочет побить рекорд, став самым старым человеком на планете. Фильм имел коммерческий успех.
Другой работой того же года стал фильм «Банды Индостана» (Thugs Of Hindostan), в котором актёр разделил экранное пространство с Аамиром Ханом. Ранее они никогда не снимались вместе, хотя в 1990-х годах оба были приглашены принять участие в фильме режиссёра Индры Кумара, съёмки которого так и не состоялись.
В конце 2019 года с участием Баччана вышла первая часть фантастического боевика «Брахмастра» (Brahmastra), триллер Badla и исторический боевик Sye Raa Narasimha Reddy на языке телугу.
В 2020 году актёр снялся вместе с Аюшманном Кхураной в фильме «Гулабо и Ситабо».

## Политическая карьера
В 1984 году, на волне популярности, Амитабх Баччан баллотировался в парламент от родного города и выиграл выборы с большим отрывом, поддерживая давнего друга семьи, Раджива Ганди. Он боролся за депутатское место от Аллахабада, победив со значительным перевесом (68,2 % голосов). Однако после 1987 года ушёл из политики и вернулся в кино. По нему велось расследование по делу Бофорса, но он был оправдан.
Впоследствии, когда его старый друг Амар Сингх помог ему во время финансовых трудностей, Баччан вступил в его политическую партию Самаджвади парти и стал членом Раджья сабха.

## Телевизионная карьера
С 2000 по 2005 годы Амитабх Баччан вёл локальную версию телеигры «Who Wants to Be a Millionaire?» на языке хинди. В 2007 году его сменил Шахрух Хан. С 2010 года Баччан снова занял кресло телеведущего.

## Фильмография
- Калки, 2898 год нашей эры (2024)
- Полоса 34 (2022)
- Месть (2019)
- Банды Индостана (2018)
- 102 года — не предел (2018)
- Саркар 3 (2017)
- Розовый (2016)
- Трое (2016)
- Он и она (2016)
- Ферзь (2016)
- Пику (2015)
- Шамитабх (2015)
- Призрак виллы Натхов 2 (2014)
- Великий Гэтсби (2013)
- Упорство в истине (2013)
- Отдел (2012)
- Бронирование (2011)
- Старик Ббудда (2011)
- Битва телеканалов (2010)
- Три карты (2010)
- Папочка (2009)
- Алладин (2009)
- О Боже, ты велик! (2008)
- По стопам отца 2 (2008)
- Призрак (2008)
- Yaar Meri Zindagi (2008)
- Джодха и Акбар (2008)
- Жертва тщеславия (2007)
- Месть и закон наших дней (2007)
- Танцуй, крошка, танцуй (2007)
- Свами (2007)
- Перестрелка в Локандвале (2007)
- Рецепт любви: без сахара! (2007)
- Эклавия — княжеский страж (2007)
- Папа (2006)
- Ганга (2006)
- Никогда не говори «прощай» (2006)
- Ничего не бойся 2 (2006)
- Семья: Кровные узы (2006)
- Телохранитель (2005)
- Как сердце подскажет (2005)
- Найти справедливость (2005)
- По стопам отца (2005)
- Ангел любви (2005)
- Банти и Бабли (2005)
- Наперегонки со временем (2005)
- Последняя надежда (2005)
- Преданность (2004)
- Вир и Зара (2004)
- Долгожданный (2004)
- Ну что, влюбился? (2004)
- Стена (2004)
- Цель жизни (2004)
- Наставник (2004)
- Insaaf: The Justice (2004) (рассказчик)
- Священный амулет (2004)
- Долг превыше всего (2004)
- Доверие (2004)
- Приключения во времени (2003)
- Любовь и предательство (2003)
- Радость моя (2003)
- Бум (2003)
- Надежда (2003)
- Чужой среди своих (2002)
- Огонь и дождь (2002)
- Нас не догонят (2002)
- Опасная игра (2002)
- И в печали, и в радости (2001)
- Отражение (2001)
- Узы любви (2001)
- Влюблённые (2000)
- Kohram (1999)
- Диверсант (1999)
- Солнечная династия (1999)
- Красный падишах (1999)
- Напарники (1998)
- Господин майор (1998)
- Ангел смерти (1997)
- Наши с тобой мечты (1996)
- Akka (1994)
- Человеколюбие (1994)
- Бог свидетель (1992)
- Господство тирании (1992)
- Одиночка (1991)
- Индраджит (1991)
- Чёрный принц Аджуба (СССР, Индия, 1991)
- Добрые друзья (1991)
- Настоящий Арджун (1990)
- Огненный путь (1990)
- Я свободен (1989)
- Волшебник (1989)
- Туфан (1989)
- Раздел (1989)
- Ганга, Джамна, Сарасвати (1988)
- Soorma Bhopali (1988)
- Шахеншах (1988)
- Расплата за преступление (1986)
- Раджа (1985)
- Невинно осуждённые (1985)
- Пьяница (1984)
- Kanoon Kya Karega (1984)
- Беспощадный (1984)
- Слепой закон (1983)
- Зов свободы (1983)
- Носильщик (1983)
- Удивительный (1983)
- Кара богов (1983)
- Преданный слуга (1982)
- Три брата (1982)
- Шакти (1982)
- Патриот (1982)
- Несравненный (1982)
- Великолепная семёрка (1982)
- Калия (1981)
- Любовная связь (1981)
- Сирота (1981)
- Судьба (1981)
- Одна дождливая ночь (1981)
- Крепкая дружба (1981)
- Рам и Балрам (1980)
- Красивая жизнь (1980)
- Верные друзья (1980)
- Дважды два — пять (1980)
- Отважный парень (1979)
- Семейное счастье (1979)
- Чёрный камень (1979)
- Прости, Аруна (1979)
- Возмездие (1979)
- Большая игра (1979)
- Наглец (1978)
- Владыка судьбы (1978)
- Трезубец бога Шивы (1978)
- Главарь мафии (1978)
- Клятвы и обещания (1978)
- Клянусь именем Ганги (1978)
- Амар, Акбар, Антони (1977)
- Воспитание (1977)
- Мелодия мечты (1977)
- Charandas (1977)
- Цена дружбы (1977)
- Честь и вера (1977)
- Правосудие (1976)
- Два незнакомца (1976)
- Сердцеед (1976)
- Любовь — это жизнь (1976)
- Втихаря (1975)
- Стена (1975)
- Мили (1975)
- Сбежавший (1975)
- Месть и закон (1975)
- Совесть (1975)
- Хлеб насущный (1974)
- Вынужденные обстоятельства (1974)
- Неженатый отец (1974)
- Звонок незнакомца (1974)
- Испытание жизнью (1974)
- Верный друг (1974)
- Связанные руки (1973)
- Торговец (1973)
- Bada Kabutar (1973)
- Неблагодарный (1973)
- Гордыня (1973)
- Большая афера (1973)
- Затянувшаяся расплата (1973)
- Bansi Birju (1972)
- Повар (1972)
- Один взгляд (1972)
- Garam Masala (1972)
- Jaban (1972)
- Всё имеет цену (1972)
- Из Бомбея в Гоа (1972)
- Дом возлюбленного (1972)
- Решма и Шера (1971)
- Случайность (1971)
- Мотылёк (1971)
- История любви (1971)
- Любовь никогда не умрёт (1971)
- Bombay Talkie (1970)
- Бхуван Шом (1969) (озвучка)
- Семь индийцев (1969)